# Yancey Glacier
Yancey Glacier är en glaciär i Antarktis. Den ligger i Östantarktis. Australien gör anspråk på området. Yancey Glacier ligger 496 meter över havet.
Terrängen runt Yancey Glacier är varierad. Trakten är obefolkad. Det finns inga samhällen i närheten.